# Gröna Lund
Gröna Lund, egentlig Gröna Lunds Tivoli, er en forlystelsespark i Stockholm, Sverige, som er beliggende på øen Djurgården[kilde mangler]. Parken rummer omkring 30 forlystelser og er relativt lille sammenlignet med andre forlystelsesparker, grundet dens centrale beliggenhed, der forhindrer udvidelser[kilde mangler]. Parken blev grundlagt i 1883 og er dermed Sveriges ældste forlystelsespark[kilde mangler].
Gröna Lund har en række af de typiske forlystelser, herunder et hurlumhejhus og tre rutsjebaner[kilde mangler]. Stedet er desuden kendt for sine sommerkoncerter. I 1980 satte Bob Marley publikumsrekord på stedet, da han optrådte for 27.000 gæster[kilde mangler].
Parken ejes af Parks & Resorts Scandinavia AB[kilde mangler].